# Joseph Kreutzinger

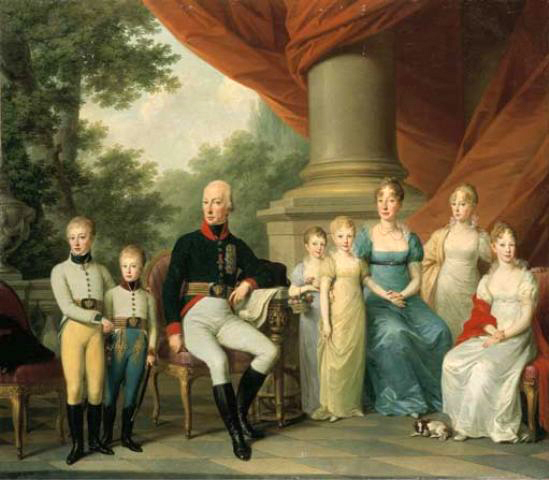
Porträt der Kaiserlichen Familie, um 1805

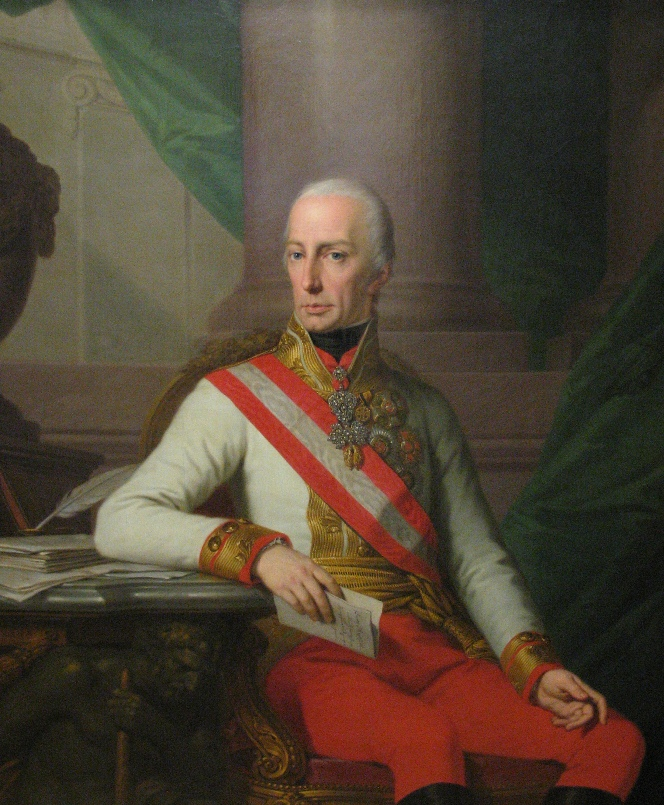
Porträt Kaiser Franz I. von Österreich, um 1820

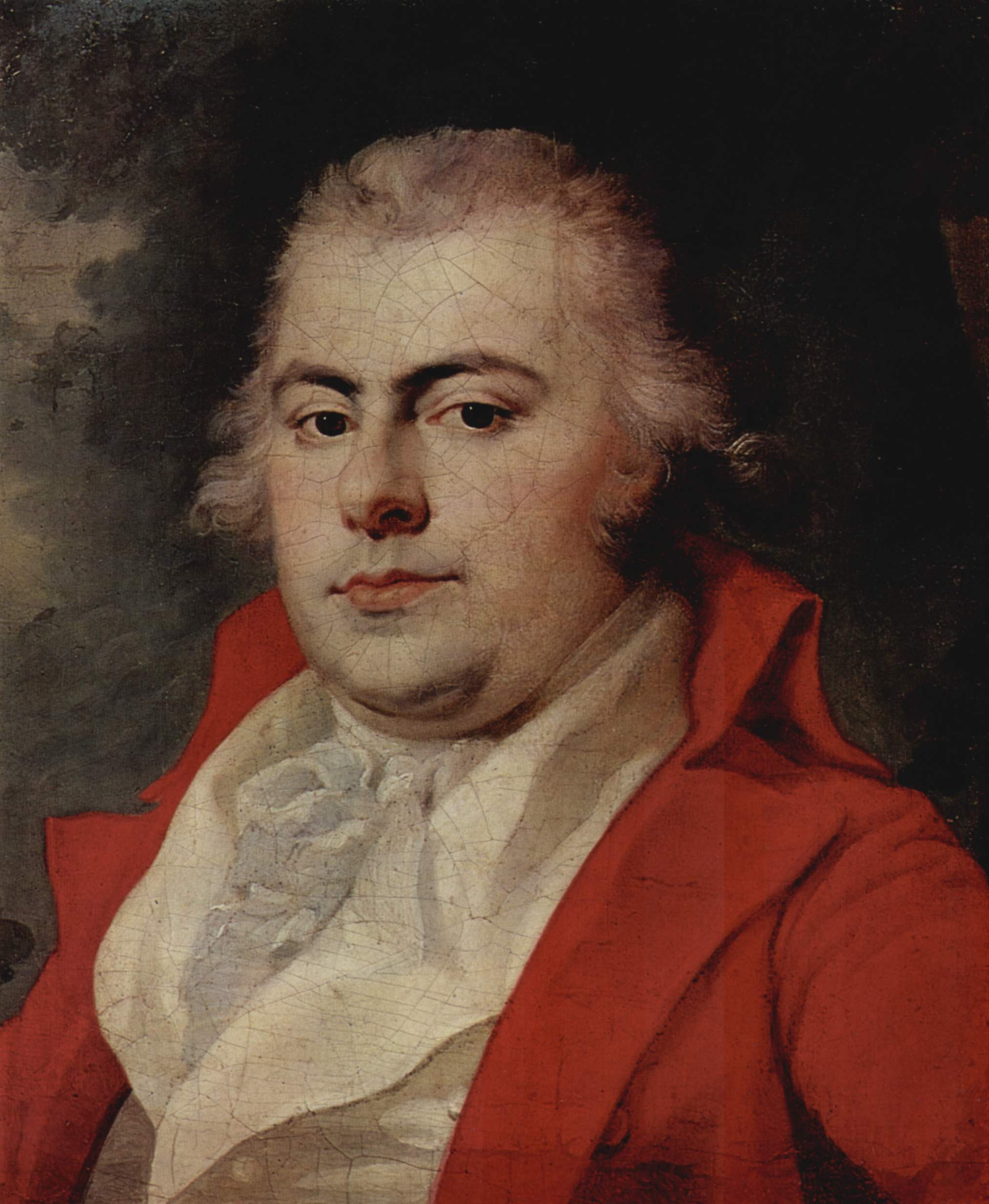
Porträt des Fürsten Alexej Golizyn, russischer Botschafter in Wien, um 1800

Joseph Kreutzinger (* 10. Jänner 1757 in Wien; † 14. Juli 1829 ebenda) war ein österreichischer Porträtmaler.

## Leben
Über das Leben Kreutzingers ist lediglich bekannt, dass er ab 1768 an der Wiener Akademie der bildenden Künste bei St. Anna studierte und dort Schüler von Friedrich Heinrich Füger war. Er hielt sich in München und Sankt Petersburg auf und kehrte 1793 nach Wien zurück. Joseph Kreutzinger wurde hier Hof- und Kammermaler. 
Joseph Kreutzinger war der Urgroßonkel von Hugo von Hofmannsthal.
1936 wurde in Wien-Meidling die Kreutzingergasse zu Ehren des Künstlers benannt.

## Leistung
Kreutzinger ist ein zu Unrecht vergessener Künstler, denn die wenigen überlieferten Gemälde von seiner Hand weisen durchwegs ein künstlerisch hohes Niveau auf. Als Zeitgenosse von Heinrich Friedrich Füger steht er aber, wenn er überhaupt in der Kunstwissenschaft Beachtung findet, beständig in dessen Schatten. Kreutzinger war einer der beliebtesten Porträtmaler des Wiener Adels und des Bürgertums. Er gehörte stilmäßig dem Wiener Spätklassizismus an, der Anklänge des französischen Spätrokoko aufnahm. In Kreutzingers Werk zeigen sich auch, wie bei Füger, Einflüsse der englischen Porträtmalerei eines Joshua Reynolds oder Thomas Gainsborough. Parallelen sind auch zum deutsch-schweizerischen Maler Anton Graff zu erkennen.
Seine Porträts zeichnen sich durch intensive Farbgebung aus und sind auch interessant, da sie das gesellschaftliche Leben seiner Zeit dokumentieren. Ein wesentlicher Aspekt seiner Porträts ist die psychologische Durchdringung des Modells, die sich mit einer hochqualitativen Maltechnik paarte. Nur wenige Künstler in seinem Umkreis haben es verstanden, die Individualität der Person in vergleichbarer Schärfe herauszuarbeiten, wobei er auf Schönmalerei verzichtete.
Überliefert sind auch einige wenige Miniaturporträts von Kreutzinger.

## Werke
- Porträt Kaiser Franz II./I. (Wien, Heeresgeschichtliches Museum), um 1820, Öl auf Leinwand, 134 × 103 cm
- Porträt Karl Ferdinand Graf Kinsky (Wien, Österreichische Galerie Belvedere), um 1790, Öl auf Leinwand
- Porträt Franz II., 1806
- Porträt Ferenc Kazinczy (Budapest, Ungarische Akademie der Wissenschaften), 1808, Öl auf Leinwand, 51×45 cm
- Porträt Eva Passi (Wien, Österreichische Galerie Belvedere), um 1810, Öl auf Leinwand
- Porträt Henryk Lubomirski
- Porträt Kaiserin Karoline Auguste, Museen des Mobiliendepots Wien
- Porträt des Arztes Professor Prohaska, Wien Museum
- Porträt von Leopold II., 1790(Kupferstich), Stadtarchiv Breisach